# Богородское (городской округ Коломна)

Вид на церковь Рождества Пресвятой Богородицы от реки Коломенки

Богоро́дское — деревня в городском округе Коломна Московской области.
До 21 апреля 2017 в составе Биорковского сельского поселения Коломенского района.
Население — 13 чел. (2021). В основном используется как дачный посёлок. Расположена в 16 км к юго-западу от Коломны на левом притоке реки Коломенки, высота над уровнем моря 169 м. Соседние сёла: Запрудный в 1,3 км на западе и Шереметьево в 1,7 км на юг.

## Население
| 2002 | 2006 | 2010 | 2021 |
| ---- | ---- | ---- | ---- |
| 19   | ↘18  | ↘10  | ↗13  |

## Достопримечательности
В селе находится церковь Рождества Пресвятой Богородицы, построенная в 1816 году по заказу князя В. М. Голицына.